# Photo-Drama der Schepping
Het Photo-Drama der Schepping was een vierdelige filmpresentatie van het Wachttoren-, Bijbel- en Traktaatgenootschap. De delen werden op vier opeenvolgende avonden vertoond en duurden samen acht uur. De première was in januari 1914. Het was de eerste grote film met bewegende beelden en kleurendia's, gesynchroniseerd met geluid.

## Inhoud
Deze dia- en filmpresentatie doorliep de hele Bijbel – de schepping, de aartsvaders, de Israëlieten, Jezus Christus en het vroege christendom – en de geschiedenis van het christendom en het duizendjarig vrederijk uit het boek Openbaring.

## Achtergrond
Initiatiefnemer van het project was Charles Taze Russell, die zich bewust was van de mogelijkheid om door middel van film mensen te bereiken. Het werk aan het Photo-Drama begon in 1912.
Het bestond uit een combinatie van filmscènes met dia's. Dia's werden toen gewoonlijk nog op glazen plaatjes gemaakt en met de hand ingekleurd. Voor het Photo-Drama werden ook een aantal filmfragmenten met de hand ingekleurd. Tot de filmfragmenten die in die tijd indruk maakten, behoorden de versnelde opnames van het ontluiken van een bloem of een uit een ei kruipend kuiken. Er werden minstens twintig sets van geproduceerd, zodat er elke dag in tachtig verschillende steden een deel van het Photo-Drama kon worden vertoond. De voorstellingen werden van tevoren aangekondigd in kranten, via raambiljetten en het verspreiden van gratis drukwerk.
Hoewel dit nog het tijdperk van de stomme film was, werd het Photo-Drama der Schepping gesynchroniseerd met muziek en gesproken tekst op grammofoonplaten. In het begin was er bijvoorbeeld de scène waarin Charles Taze Russell op het podium kwam en begon te spreken. Het zou nog tot 1927 duren vooraleer de geluidsfilm gebruikelijk zou worden.
De première vond plaats in januari 1914 in New York. Voor het einde van het jaar hadden in de Verenigde Staten, Europa, Nieuw-Zeeland en Australië reeds meer dan negen miljoen mensen het Photo-Drama gezien. Er verscheen ook een boek met dezelfde naam, waarin de dia's stonden afgedrukt met de begeleidende uitleg. Vanaf 1922 werd er ook een ingekorte versie van het Photo-Drama geproduceerd die het Eureka-Drama werd genoemd. In deze versie werden de filmdelen weggelaten en werden alleen de muziek- en geluidsopnamen samen met de dia's gebruikt. Hierdoor was het gemakkelijker te transporteren. Het Eureka-Drama werd vooral in minder dicht bevolkte streken vertoond. In Duitsland werd de presentatie vertoond tot dit in 1933 door de Nazi's stilgelegd werd.